# 山左银行
36°04′01.4″N 120°18′47.3″E / 36.067056°N 120.313139°E
山左银行为20世纪上半叶曾经存在于青岛市的一家私营银行，其旧址位于中国山东省青岛市市南区中山路64-66号，建于1934年，设计者为建筑师刘铨法，现为中国银行所使用，为山东省文物保护单位青岛中山路近代建筑的一部分。

## 历史

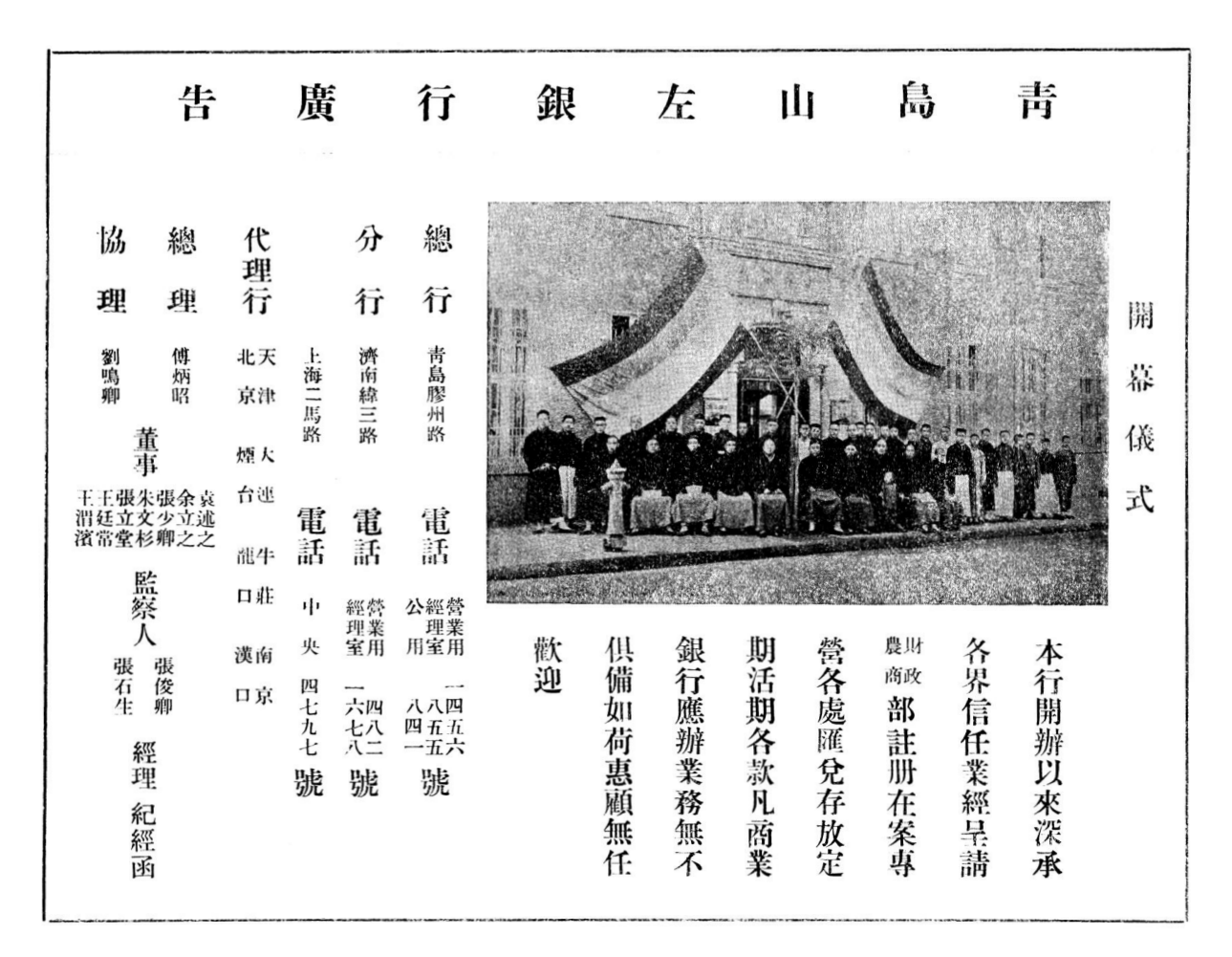
《接收青岛纪念写真》刊载的“青岛山左银行广告”

山左银行为青岛当地绅商所创办，多经营青岛当地业务，其名称取自山东别称“山左”，为“太行山之左”之意。据《青岛市志·金融志》记载于1922年9月22日开业，最初行址在胶州路。1923年，该行呈准北洋政府注册，并在济南、大连等地设分行。1930年重新在南京国民政府实业部、财政部登记。据1924年《接收青岛纪念写真》刊载山左银行广告，该行总理傅炳昭，协理刘鸣卿，董事有王渭滨、王廷长、张立堂、朱文杉、张少卿、余立之、袁述之，监察人张俊卿、张石生，经理纪经函。另据1924年2月25日《银行月刊》，该行系张立堂、朱文彬、袁述之集资100万元成立，设董事7人、监察2人、总协理各1人、经理1人、副经理1人。1933年10月《中央银行月报》记载，山左银行资本金50万元，重要股东有傅炳昭、刘鸣卿，经理刘鸣卿，副经理纪经涵。
1932年，青岛市政府将中山路第四公园的土地放租给6家中资银行及青岛银行公会用于建设新楼，山左银行于1934年在中山路新建大楼，由建筑师刘铨法设计，福聚兴营造厂承建。1937年抗战爆发后，该行业务停顿，其行址被青岛日本海军特务组开设的大阜银行占用。1945年日本投降后，大阜银行由中央银行青岛分行接收。1946年1月，傅炳昭、刘鸣卿从上海回到青岛，2月24日山左银行复业筹备处召开临时股东大会预备恢复，并要求政府归还原行址及仓库。同年9月5日，山左银行在中山路大楼复业。1948年，山左银行遭遇盗窃案，警察出动3小时后破获，为两名工役解职后合伙作案。中国人民解放军接管青岛后的1949年10月，该行被要求重新登记并核实银行资本金。1950年5月，因业务清淡而停业，召开股东大会清理。
山左银行停业后，其行址1950年代曾为青岛市商业局办公地。1961年12月10日，青岛市饮食服务公司在此成立，此后该楼由饮食服务公司所使用。该建筑约1990年代以后为中国银行所使用，现为中国银行青岛市南支行，楼体与上海商业储蓄银行青岛分行旧址打通。2000年，该建筑列入第一批青岛市历史优秀建筑名单。2006年12月7日，该建筑成为山东省文物保护单位青岛中山路近代建筑的一部分。2021年9月至2022年1月，包括该建筑在内的该地块所有旧银行建筑经历外立面修缮，包括外墙清洗、外墙面材质修复、门窗更换等。

## 建筑特色

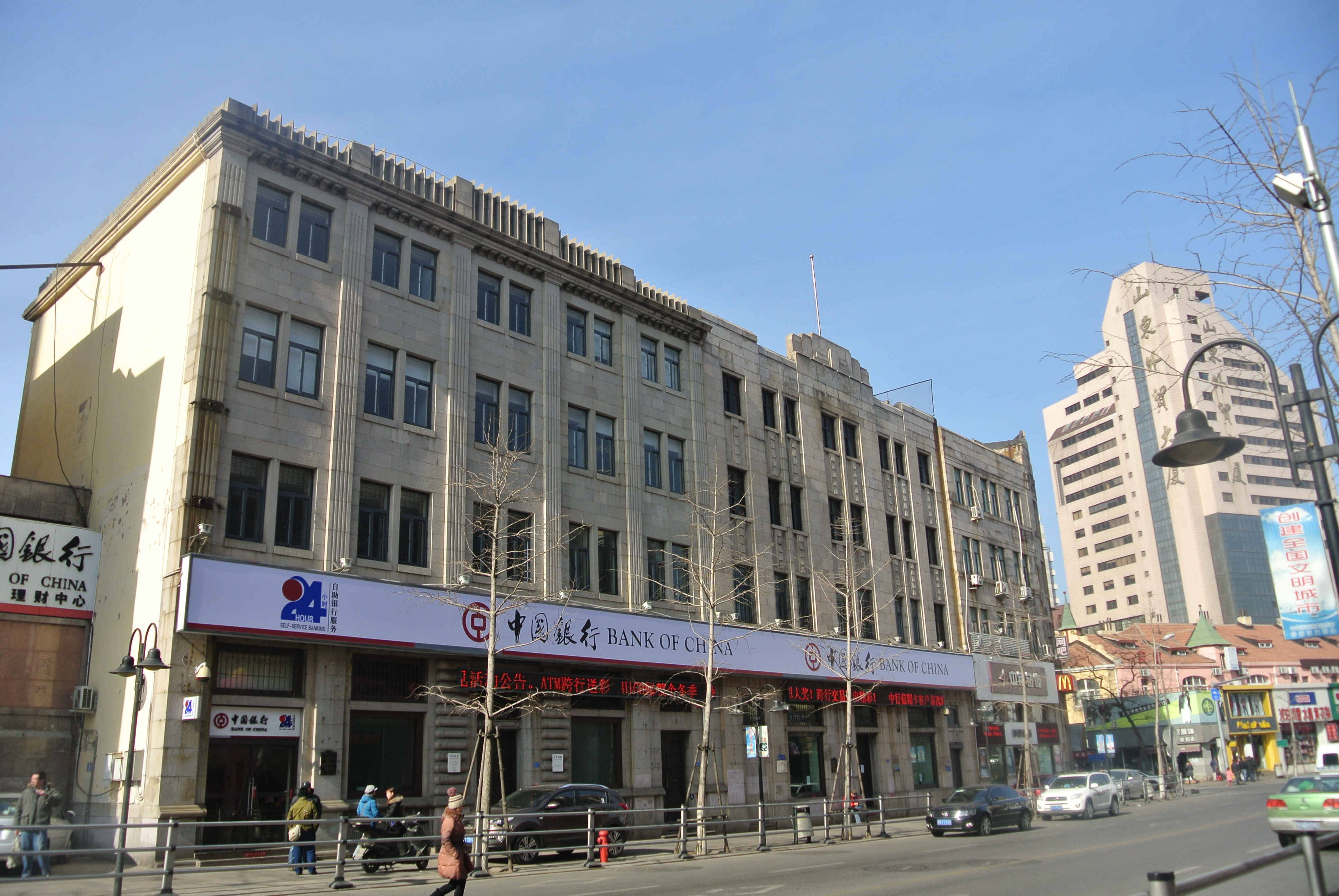
山左银行旧址（左侧）与上海商业储蓄银行旧址、大陆银行旧址，2015年1月

山左银行旧址占地面积1300余平方米，建筑面积234.05平方米，平面呈矩形，钢筋混凝土结构，地上4层，地下1层，平屋顶，坐西朝东。外墙以花岗岩大方石砌基，主立面采用简化的欧洲古典主义划分方式与装饰元素，构图清晰简洁，横向以一层的窗台线脚、一二层之间的腰线及顶部檐口线划分，纵向等距设置6根直通四层的壁柱，将立面划分为5段，二至四层每段居中设置一对窗列，一层除入口外设置一扇大窗。一层中央主入口两侧设有大块圆边花岗岩砌成的壁柱。檐口顶部设密集栅栏式山墙。楼内一层大厅为水磨石地面，二层以上房间铺地板，天花板有线饰。建筑整体庄重大方，线条流畅。
山左银行与邻近的上海商业储蓄银行、大陆银行立面设计相似，檐口、腰线一致，整体和谐统一。其建造时青岛市工务局曾特意协调，规定三座大楼的首层高度，并致信山左银行，要求修改设计方案中檐口与腰线的高度，以与更早提交方案的上海商业储蓄银行对齐，增加街区建筑整体性。